# El Carmolí
El Carmolí es un cono volcánico procedente de un volcán extinguido situado a orillas del Mar Menor, frente a la Isla Perdiguera y junto al pueblo de Los Urrutias, en el municipio de Cartagena de la comunidad autónoma de la Región de Murcia en España. Tanto el monte del Carmolí como su marina, están protegidos dentro del paisaje protegido denominado Espacios abiertos e islas del Mar Menor, con la categoría de Parque natural, LIC y ZEPA.
Es uno de los cerros de origen volcánico más conocidos. Desde su cumbre, fácilmente accesible, se tiene una notable vista de todo el Mar Menor.  

## Toponimia
El nombre de El Carmolí procede del catalán, "Cap del Molí", en castellano: Cabezo del Molino.

## Aspecto

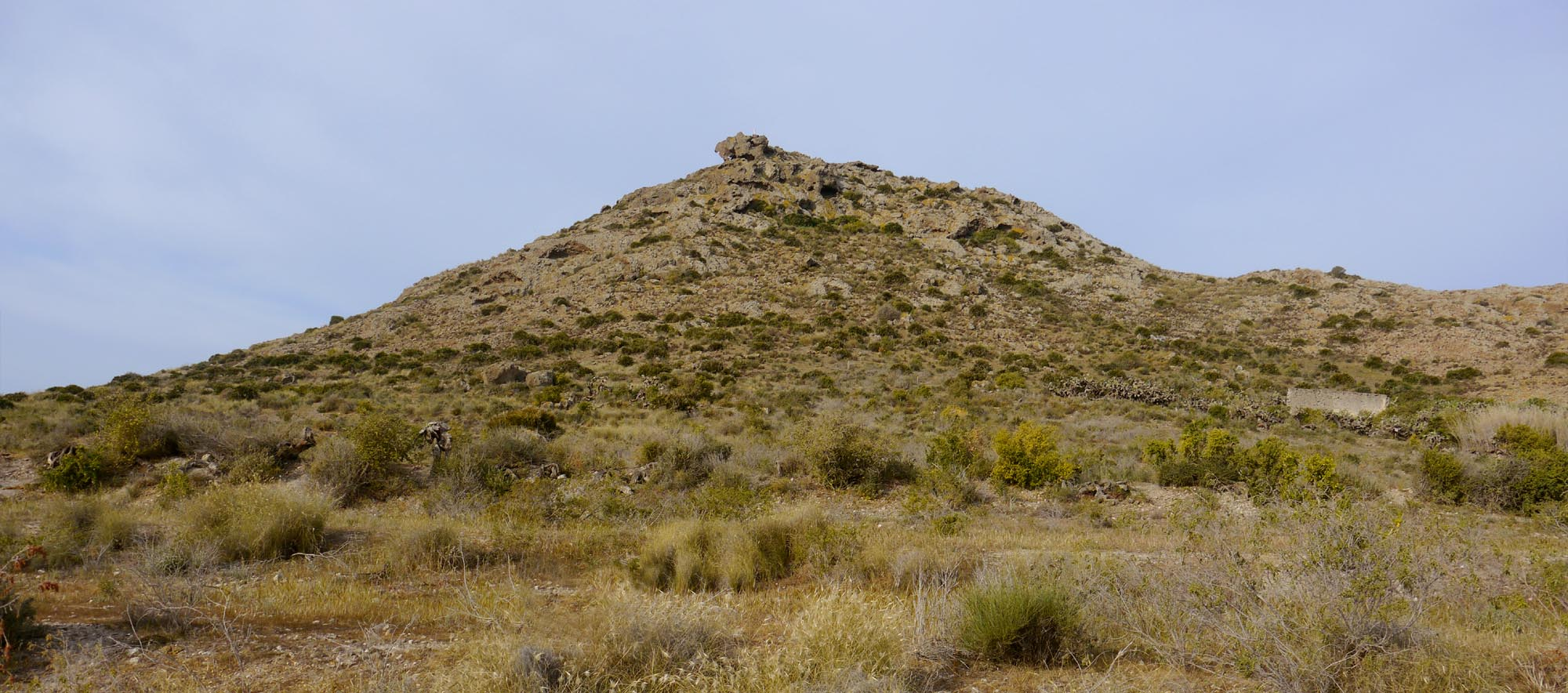
Vista general del cono volcánico.

Es un cono erosionado con cráter desaparecido. 

## Vulcanismo
Se originó hace unos siete millones de años, durante el Mioceno superior, al mismo tiempo que las islas del Mar Menor. Está compuesto de andesita, y presenta curiosas formaciones rocosas, especialmente en la ladera este. Una de las más conocidas es la Cabeza de león. Sus rocas son frágiles, por lo que caminar sobre ellas puede ser peligroso.

## Valores y peligros ambientales
El Carmolí posee importantes valores medioambientales, especialmente botánicos. Se puede encontrar en sus laderas especies iberoafricanas protegidas como el azufaifo (Ziziphus lotus), el cornical, el palmito, el oroval o el chumberillo de lobo. Se tiene noticia de la recolección de plantas aromáticas y medicinales desde la dominación romana.
El volcán ha sufrido diversas agresiones: anteriormente a la Guerra Civil, un aeródromo militar fue construido y utilizado por la fuerza aérea republicana española para su escuela de vuelo a alta velocidad. Algunos de los instructores eran provenientes de la Unión Soviética. Posteriormente, la construcción de túneles durante la Guerra Civil para almacenamiento de armamento, el pastoreo, la conversión de terrenos en zonas de labor y la recolección excesiva de plantas, supusieron la pérdida de importantes valores ambientales. Más recientemente, la construcción de algunas urbanizaciones también ha afectado negativamente al entorno.

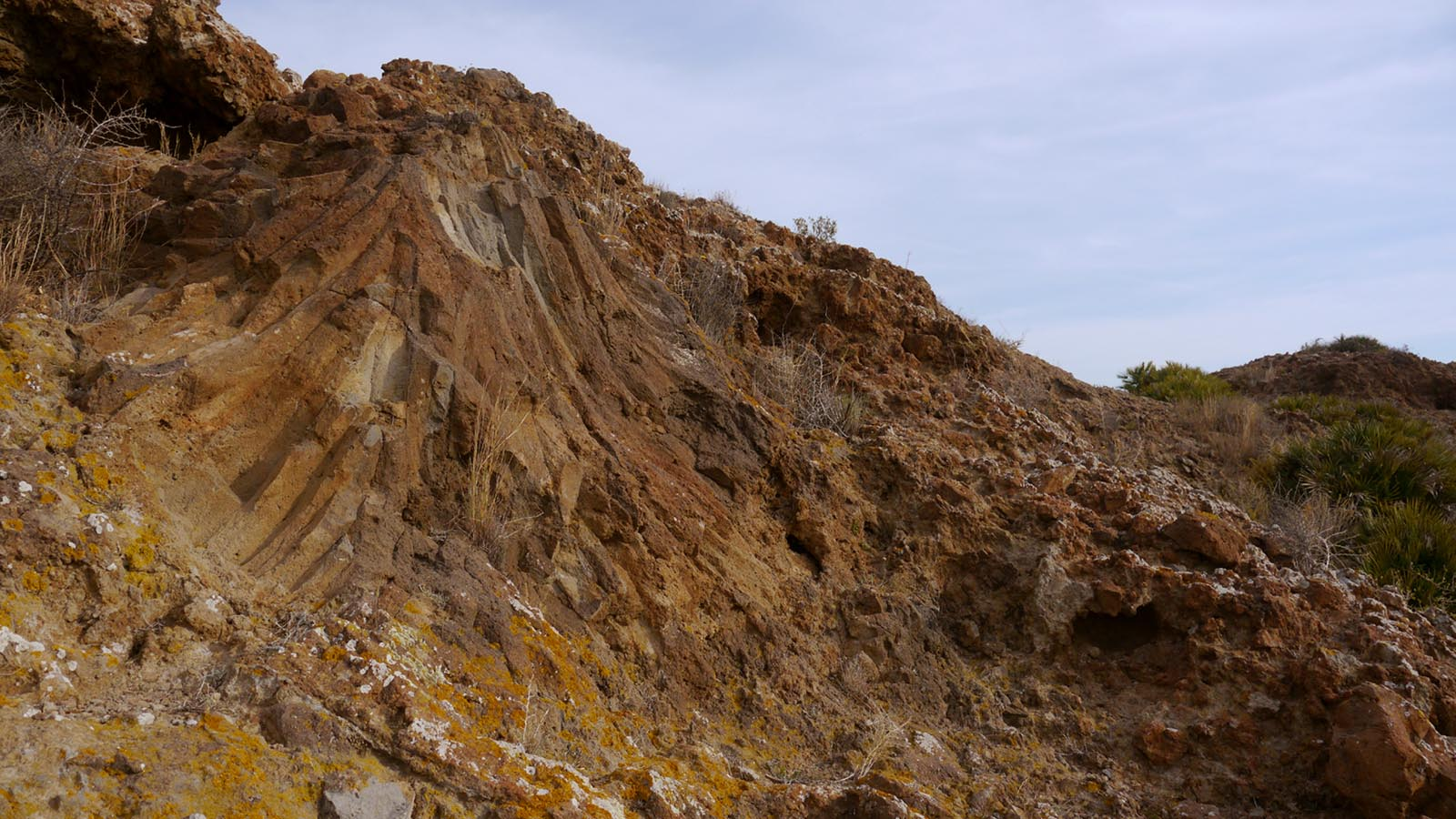
Disyunción columnar producida por el ascenso y cristalización de la lava a través de las grietas.
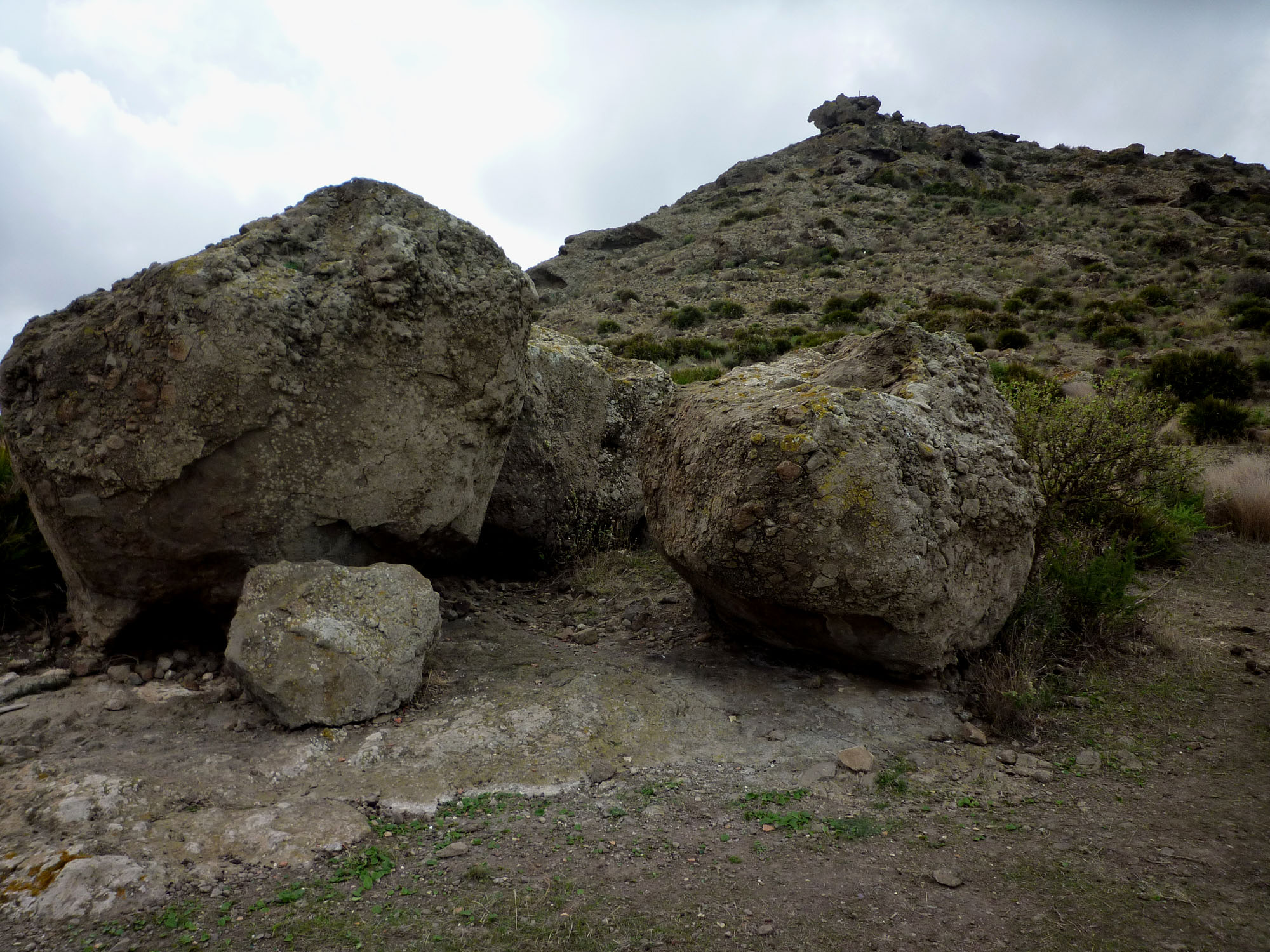
Bombas volcánicas sobre una ladera.
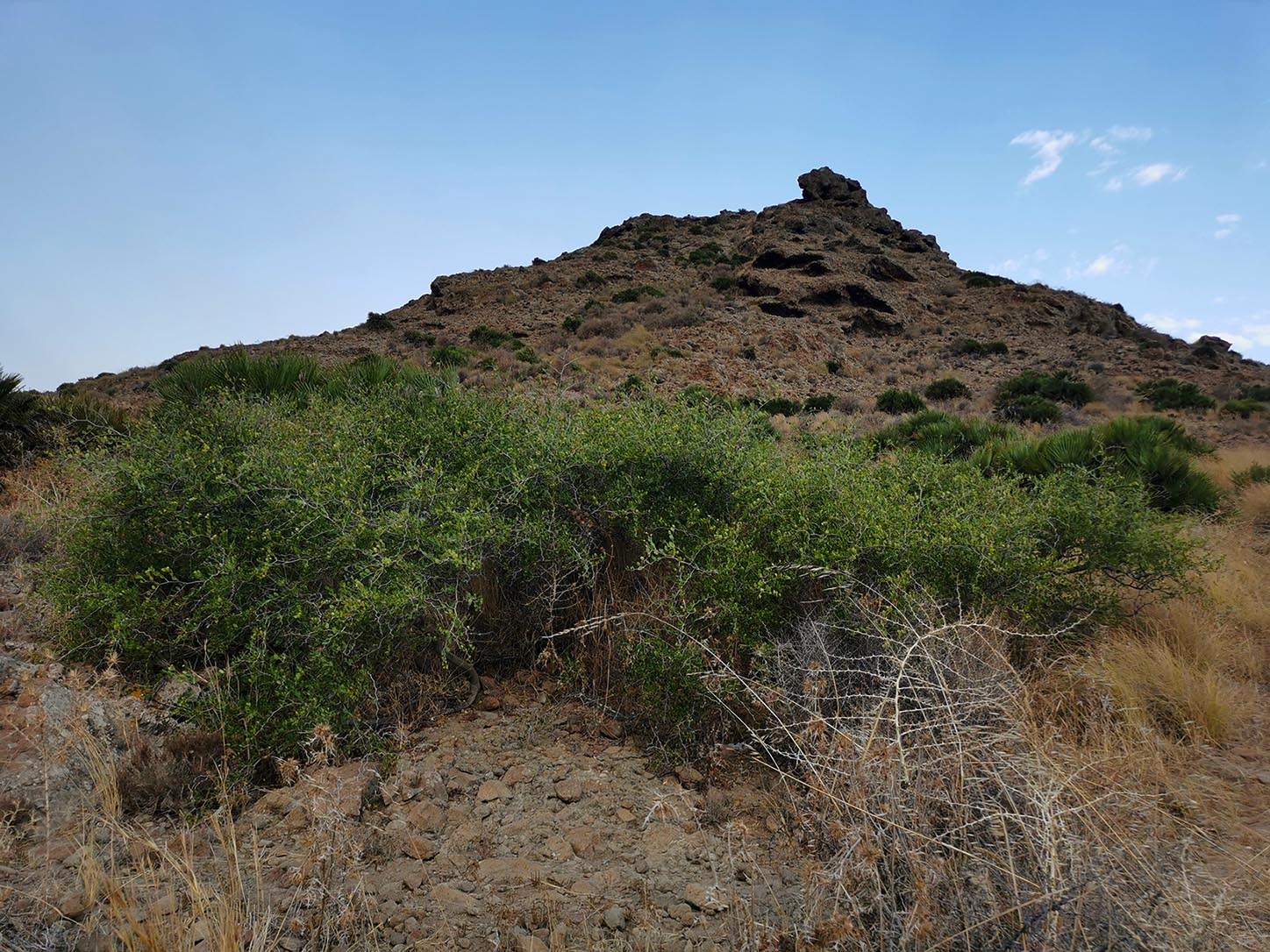
Ejemplar de azufaifo (Ziziphus lotus), una especie iberoafricana cuya supervivencia en España está amenazada.

## La marina del Carmolí y sus ramblas

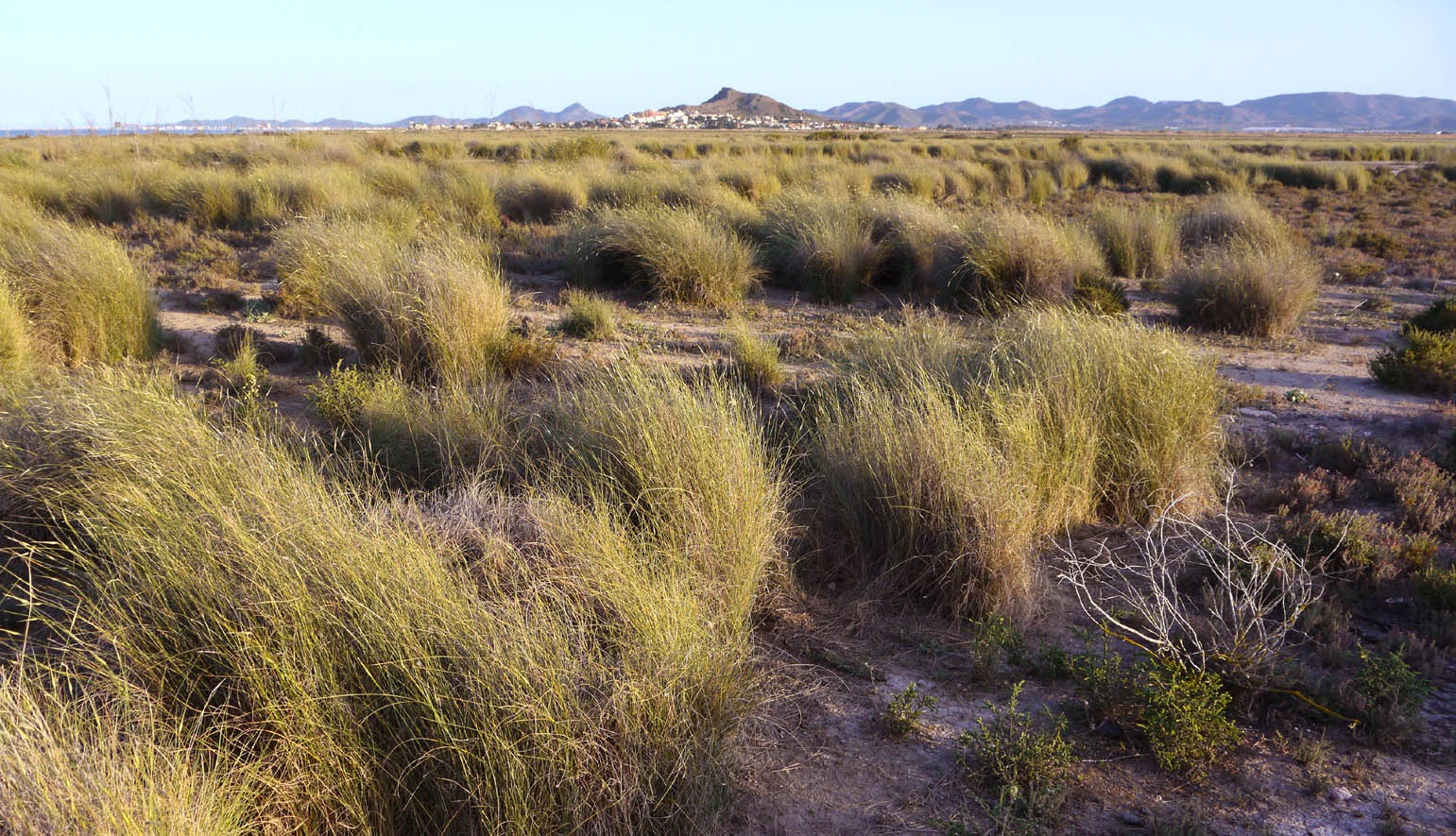
Albardinales en la Marina del Carmolí. Al fondo, el Cabezo del Carmolí.

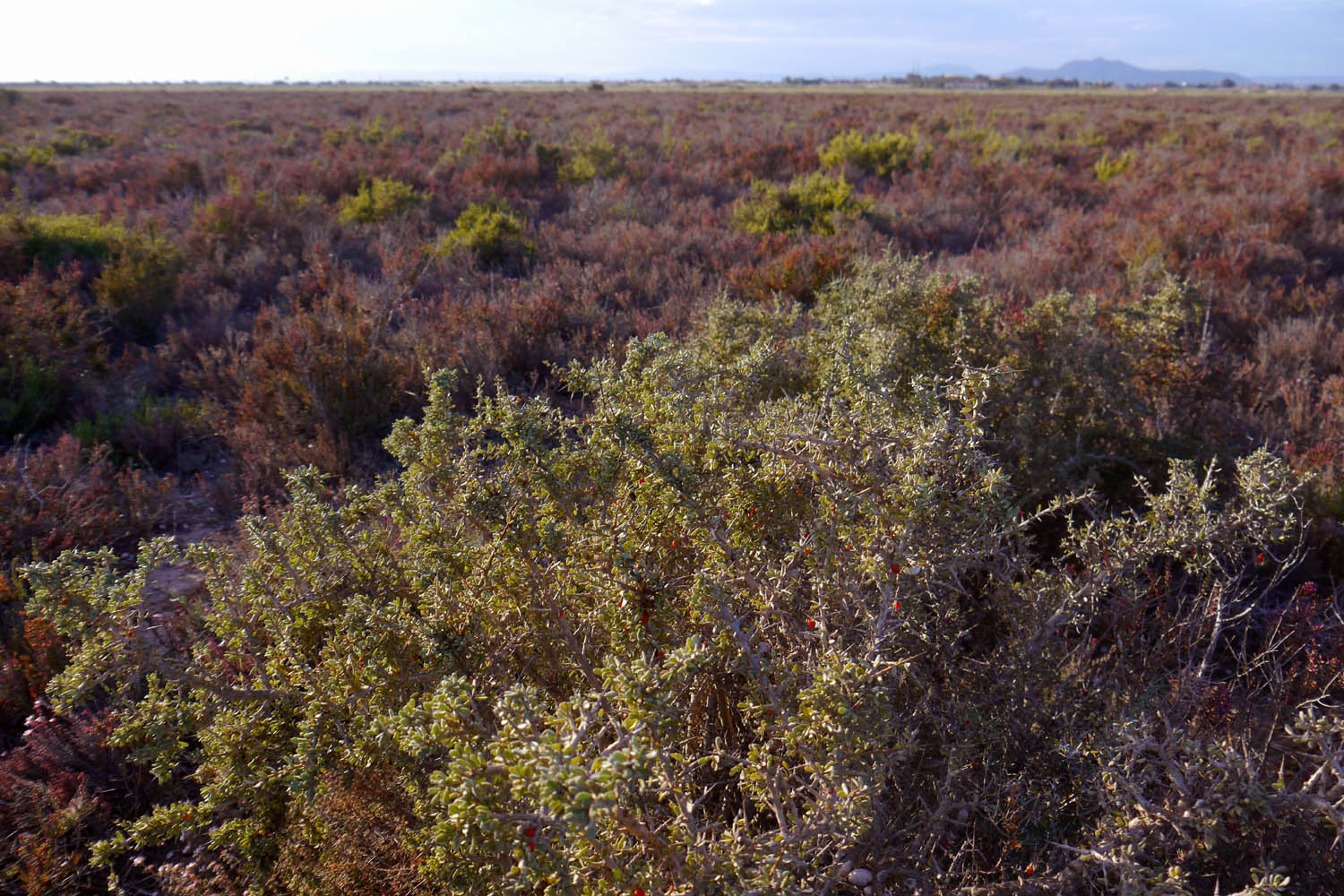
Vegetación de saladar.

Se trata de un saladar situado al norte del cerro del Carmolí. Tiene una superficie de unas 280 Ha, dividida entre los municipios de Cartagena y Los Alcázares, y se encuentra protegido dentro del parque natural denominado Espacios abiertos e islas del Mar Menor. Tiene también la categoría de Lugar de Importancia Comunitaria (LIC) y Zona de Especial Protección para las Aves (ZEPA).
El área es atravesada por las ramblas de Miranda y del Miedo. 
La Rambla del Miedo, mientras avanza entre la vegetación, va depositando los residuos mineros cargados de metales pesados que arrastra desde las antiguas explotaciones de la Sierra Minera de La Unión. La Rambla atraviesa la Autovía de La Manga y la N-332 y pasa asimismo por El Algar.

## Flora
La vegetación que cubre la marina se denomina halofita (las halofitas son plantas alófilas) por estar especialmente adaptada a vivir sobre sustratos cargados de sales. En el saladar, destacan las comunidades de sosas (Suaeda vera), salicornias (Sarcocornia fruticosa), lechugas de mar (Limonium cossonianum) y tarays (Tamarix boveana). Es también frecuente el cambrón (Lycium intricatum). Sin embargo, la comunidad de plantas más importante de este espacio son, por su rareza, los albardinales propios de estepas salinas, integrados por el albardín (Lygeum spartum) y la siempreviva morada (Limonium caesium).
Por último, las desembocaduras de las diferentes ramblas están dominadas por los carrizos (Phragmites australis).

## Fauna
En las frecuentes charcas que se forman en el espacio protegido es posible encontrar una especie de pez, endémico de las costas mediterráneas españolas, en grave peligro de extinción, el fartet (Aphanius iberus). -
Por otro lado, desde hace unos años, la asociación ecologista ANSE promueve la recuperación de la canastera (Glareola pratincola), una especie que desapareció de la Región de Murcia y que, en la actualidad, cuenta con unas 20 parejas reproductoras en la zona de la marina del Carmolí.

## Problemas medioambientales y protección legal
Las ramblas que atraviesan la marina del Carmolí y desembocan en el Mar Menor arrastran consigo gran cantidad de herbicidas, pesticidas y, especialmente, fertilizantes (nitratos y fosfatos) procedentes de los cultivos de regadío del Campo de Cartagena. Todos estos productos son depositados en la laguna del Mar Menor que sufre, como consecuencia, graves problemas de eutrofización.
Por otra parte, la finca de la Marina del Carmolí perteneció al Ministerio de Defensa español hasta que una sentencia del Tribunal Supremo ordenó su reversión a los antiguos propietarios, quienes, durante 2012, pretendieron impulsar el desarrollo urbanístico del espacio protegido.
En la actualidad, tanto el monte del Carmolí como la marina, están protegidos dentro del espacio denominado Espacios abiertos e islas del Mar Menor con la categoría de Parque natural, LIC y ZEPA.